# Prešernov spomenik, Kranj
Prešernov spomenik sta leta 1952 izdelala kiparja Frančišek Smerdu in Peter Loboda in je posvečen slovenskemu pesniku Francetu Prešernu. Celopostavni portret stoji na Glavnem trgu v Kranju, pred Prešernovim gledališčem.

## Motiv
Na kipu je upodobljen pripadnik višjega sloja (kar nakazuje tudi plašč), oblečen je v klasično meščansko opravo. Oseba je na vrhu upodobljena z debelo nagubanim ovratnikom in se prav tako konča s široko plapolajočim plaščem. Prešeren stoji v razkoraku, ki daje občutek, da se bo premaknil ter tudi sestopil z granitnega podstavka. Njegov obraz je obrnjen vzporedno s telesom proti sredini trga ter ni temeljil na predlogi Franza Kurza von Goldensteina. Smerdu in njegov pomočnik Loboda sta pesnika upodobila brezizrazno, saj njegov obraz ne kaže čustev. Podobnega pa ne moremo trditi za celotno delo, ker sta avtorja dala poudarek močnemu navideznemu vetru, ki mrši Prešernove lase in ga prisili, da si z desnico drži nasprotni rob plašča.

## Zgodovina
Glavni material je bron, prvotni podstavek pa je bil narejen iz pohorskega granita v dimenzijah 1 x 2 x 1,35 m. Današnji podstavek, postavljen po obnovah v letih 1998–1999, je v velikosti stopnišč, ki vodijo v gledališče ter nosi pozlačen kaligrafski zapis sedme kitice Zdravljice. Prvotno je bilo mišljeno, da bi kip razkrili ob stoletnici Prešernove smrti, vendar so ga zaradi več nestrinjanj glede zunanjosti kipa predstavili šele leta 1952. Premišljen je bil celo datum razkritja, saj je prva možnost (21. december) padla v vodo, ker se je skladala s Stalinovim rojstnim dnem. Kljub veliki premišljenosti je možno opaziti spodrsljaje pri upodobitvi, saj ima kip sicer anatomsko zasnovane vse dele telesa, nima pa realistično upodobljenega trebuha. Kiparja naj bi se pri trebuhu uštela zaradi napačno ocenjene višine ateljeja in sohe, kar je privedlo do tega, da sta portretiranca skrajšala za del prvotnega trebuha.
Po 46 letih od odkritja je spomenik doživel temeljito prenovo, saj je bilo ugotovljeno, da je zaradi vdora vode skozi bron nastalo veliko razpok v betonu, ki je sestavljal določene dele znotraj kipa. Razpoke so pripeljale do tega, da je skulptura stala le na nogah brez dodatne opore, kar je povzročalo stalno nevarnost pred padcem. Kip so med letoma 1998 in 1999 očistili z mikropeskanjem, ga ponovno patinirali ter ojačali na nosilno ploščo; dodali so mu tudi nov granitni podstavek in uredili odvodnjavanje, okoli spomenika pa so bila kot protivetrna obramba zasejana drevesa.

## Avtorja
Kiparja sta imela na svoji poti izobraževanja veliko istih učiteljev (npr. Alojzija Repiča na kiparskem oddelku obrtne šole v Ljubljani, oz. Ivana Meštrovića v Meštrovićevem ateljeju v Zagrebu), oba pa sta bila tudi zaposlena na Akademiji upodabljajočih umetnosti v Ljubljani. Kljub podobnim učiteljskim vzorom sta avtorja obravnavani spomenik videla drugače, kar je vodilo do nekaterih sporov. Ta odtujenost se odraža že v njunem opusu, saj se je Smerdu v svojem delu posvečal predvsem mali plastiki, portretu in reliefu, v kateri je želel upodobiti lahkotnost; Loboda pa monumentalni formi, pri kateri je skušal ohraniti toge in ostre robove. Čeprav je bil pri tem projektu kiparske upodobitve neuradno glavni Smerdu, sta se kiparja predstavljala kot soavtorja in si tudi enakovredno razdelila honorar.